# Zond 1
Zond 1 (Russisch: Зонд-1) was een onbemande Russische ruimtevlucht naar Venus uit de jaren 60 van de twintigste eeuw. Het was een van de eerste sondes die naar onze buurplaneet vloog. Missiedoel was een landing op Venus uit te voeren. Daarnaast onderzocht Zond 1 de interplanetaire ruimte en gold deze als proefvlucht voor de technische systemen aan boord.
Dit ruimtevaartuig vormde de achtste poging door de Sovjet-Unie om een ruimtevaartuig richting Venus te schieten. Deze slaagde en dat feit alleen betekende al een groot succes. De zeven voorafgaande pogingen mislukten bijna compleet: slechts Venera 1 schoot zich met succes weg van de Aarde. Op weg naar Venus verloor dit toestel echter radiocontact. De andere zes lukte dat niet; de ontwerpen van zowel deze eerste planeetverkenners als hun draagraketten vertoonden nog grote gebreken.

## Wetenschappelijke instrumenten

### Moederschip
- Piëzo-elektrische detector, die via een veranderende elektrische lading wijzigingen in druk, kracht, acceleratie of deformatie waarnam.
- Magnetometer
- Detector voor opsporen van atomaire waterstof
- Detector voor geladen deeltjes, die protonen >30 MeV waarnam in de interplanetaire ruimte
- Kosmische stralings- en zonnewindmeters

### Lander
- Barometer
- Thermometer
- Stralingsmeter
- Experiment voor opsporing van micro-organismen
- Instrument voor bepaling van samenstelling van de atmosfeer
- pH-meter, voor bepalen van de zuurgraad
- Instrument om soortelijke weerstand te meten
- Lichtkracht-meter

### Gewicht
Deze sonde had een totaalgewicht van 890 kg, de landingscapsule woog 290 kg.

## Verloop van de missie

### Lancering
De Zond 1 werd gelanceerd op 2 april 1964 door een A-2-e Molniya draagraket vanaf Bajkonoer. Deze verliep geslaagd en de Molniya bracht zijn nuttige lading in een parkeerbaan rond de Aarde. Vervolgens ontbrandde de vierde trap en bracht het vaartuig op een koers naar Venus.

### Vlucht naar Venus
De Zond 1 was de eerste Russische interplanetaire sonde die tijdens de vlucht zijn koers wijzigde. Echter vanaf het begin werd de missie geplaagd door grote technische problemen. Een breuk in een glasvenster voor het standregel-systeem bleek fataal voor het verdere verloop. Binnen een week liep de luchtdruk in het drukvat met vluchtinstrumenten terug tot 1 mm kwikdruk. Aangezien het instrumentarium niet ontworpen was op een vacuüm, gingen de Russen er (terecht) van uit dat hun verkenner Venus niet in functionerende toestand zou bereiken.
Hogere politieke machten gaven de vluchtleiding hierop te verstaan, deze missie niet als Venera 2 te bestempelen. Er liepen in het recente verleden al te veel Venusvluchten mis, hetgeen niet goed was voor het aanzien van de Sovjet-Unie. Nóg zo'n mislukking kwam het Politbureau daarom uiterst ongelegen. Het vaartuig een Kosmos-nummer geven zou echter vragen bij de buitenwacht oproepen. Deze bleven normaliter slechts in een baan om de Aarde. Aangezien dit toestel al lang en breed op koers naar Venus lag doopte men het de Zond 1. Dit kwam de partijleiding goed uit, want het Zondprogramma was juist bedoeld voor testvluchten.
Tijdens het langzaam leeglopen van het drukvat veroorzaakten gasontladingen stroomstoten die resulteerden in kortsluiting van het moederschip. De vluchtleiding onderhield nu contact via batterijen en zender van de landingscapsule. Het standregelsysteem richtte zich op bepaalde sterren voor oriëntatie en Zond 1 voerde twee koerscorrecties uit. De eerste vond plaats op een afstand van 560.000 km van de Aarde en slaagde. De tweede ontbranding volgde op een afstand tussen 13 à 14 miljoen km en mislukte. Deze kende een afwijking van 20 m/sec, met als meest waarschijnlijke oorzaak een storing in het voortstuwingssysteem.
Nadat een sterrenzoeker er de brui aan gaf, schakelde de sonde over naar gyroscopische controle. Het bleef technisch gezien echter lapwerk en op 14 mei 1964 zweeg Zond 1 voorgoed.

### Passage
Zond 1 vloog zijn doel voorbij op 14 juli 1964. De kleinste afstand tot Venus bedroeg 100.000 km. De sonde bevindt zich nu in een heliocentrische baan. De Sovjet-Unie publiceerde enige tijd later gegevens over de gemeten kosmische straling.

## Nasleep
Naar aanleiding van deze mislukte vlucht breidden de Sovjets hun testprogramma voor nieuwe sondes uit. Die ondergingen voortaan laagfrequente trilproeven van onder druk staande compartimenten, bovendien inspecteerde men vanaf toen alle lasnaden met röntgenstraling.
Bijna een half jaar nadat Zond 1 Venus passeerde, bleek de grote baas van het Russische ontwerpteam nog steeds uiterst gepikeerd over de teleurstellende afloop. De heer Koroljov stond al niet bekend om zijn diplomatieke talenten, maar tijdens een in november 1964 belegde vergadering voor partijleden haalde hij dit voorbeeld aan als een staaltje slecht afgeleverd werk. Uiteraard gaf hij, zoals in de toenmalige Sovjet-Unie zeer gebruikelijk was, vooral zijn ondergeschikten ervan langs.

## Conclusie
De missie van Zond 1 kan als gedeeltelijk geslaagd worden beschouwd. Het ruimtevaartuig werd met succes weggeschoten uit een parkeerbaan, verzond gegevens over kosmische straling en voerde als eerste Russische sonde een geslaagde koerswijziging uit. In de eerste jaren van de interplanetaire ruimtevaart kenden zowel de VS als de Sovjet-Unie vele (al dan niet weggemoffelde) mislukkingen. Met deze missie als mislukt te bestempelen doet men de Russen daarom zeker tekort.